# Н или М?
«Н или М?» (англ. N or M?) — детективный роман Агаты Кристи, впервые опубликованный издательством Collins Crime Club в 1941 году. В России также публиковался под названиями «Икс или игрек?» и «Агент Н или М». Роман повествует о шпионских приключениях Томми и Таппенс Бересфордов.

## Сюжет
После начала Второй мировой войны и через много лет после их работы на британскую разведку, Томми и Таппенс чувствовали себя никому не нужными и выведенными из игры. Когда Томми Бересфорду предлагают ещё раз поработать под прикрытием, Таппенс решает сопровождать его, вне зависимости от того, нуждаются в её услугах или нет.
Парочка начинает искать немецкого агента, проникшего в ряды Британского командования. Английский агент, преследовавший этого немецкого агента, оставил предсмертное зашифрованное сообщение: Н или М? Сонг-Сузи. Грант знал, что Сонг-Сузи — это Сан-Суси, гостиница в Лихэмптоне, а Н и М были немецкими шпионами. Томми направляется в Сан Суси, чтобы выяснить, находятся ли там Н и М, или один из них, а также чтобы установить их личности.
Сюжетная линия полна неожиданных поворотов и имеет неожиданную развязку.

## Цитата
Об Н. и М. мы уже слышали раньше: это два наиболее опасных и осведомленных немецких шпиона. Их задача — создавать в чужой стране пятую колонну и быть связными между нею и Германией. Нам известно, что Н. —
мужчина, а М. — женщина. Кроме этого мы знаем лишь, что они важные эмиссары Гитлера. В одной шифровке, перехваченной нами перед началом войны, встретилась такая фраза: «Для Англии предлагаю Н. и М. Полномочия неограниченные»А. Кристи «Н или М?»

## Литературная критика
Газета The Observer опубликовала 7 декабря 1941 года рецензию на роман: «Агата Кристи решила отдохнуть от Эркюля Пуаро и изысканного детектива, чтобы написать лёгкий шпионский роман на военную тематику… Молодая парочка, придуманная Миссис Кристи, уже достигла средних лет, но по прежнему деятельна, хотя они чуть и не угодили в ловушку. Хорошая концовка и всеобъемлющее удовольствие».
Короткий обзор романа в газете The Guardian от 30 декабря 1941 года гласит: «Миссис Кристи проявила себя более изобретательной, чем когда-либо, и особенно восхищает, как герой сам себя спас из плена».